# Rutland Barrington
George Rutland Fleet, känd under sitt artistnamn Rutland Barrington, född 15 januari 1853, död 31 maj 1922, var en brittisk skådespelare och sångare.
Fleet var 1874–1919 under sitt artistnamn ytterst populär som operettkomiker och varietéartist och övergick under sina senare år till talscenen, bland annat med Falstaff i Muntra fruarna i Windsor och Polonius i Hamlet. Fleet skrev också för teatern samt utgav sina Recollections i två band 1908–1911.